# Manon Grimaud

Chambray Touraine handball
Manon Grimaud est une joueuse de handball française née le 12 avril 1996 à Marseille, évoluant au poste de demi-centre.  

## Biographie
À 19 ans, elle quitte Plan-de-Cuques pour Fleury en vue d'intégrer le centre de formation. Dès son arrivée, elle obtient rapidement sa chance en équipe première et participe à la victoire en coupe de la Ligue et à la finale de la Coupe d'Europe des vainqueurs de coupe.
Avec l’équipe de France jeunes, elle compte 19 sélections puis a été sélectionné en équipe de France junior. 
Elle joue aujourd'hui et depuis 4 ans, pour les guerrières du Handball Plan-de-Cuques, qui évolue en première division française, la Ligue Butagaz Énergie. 

## Palmarès

### En club
compétitions internationales
- finaliste de la coupe d'Europe des vainqueurs de coupe en 2015 (avec Fleury Loiret)

compétitions nationales
- championne de France en 2015 (avec Fleury Loiret)
- vainqueur de la coupe de la Ligue en 2015 et 2016 (avec Fleury Loiret)